# Kierdorf (Erftstadt)
Kierdorf ist ein nordöstlicher Stadtteil von Erftstadt im Rhein-Erft-Kreis. Der Ort liegt zwischen Erftstadt-Köttingen und Kerpen-Brüggen. Der heutige Ort Kierdorf besteht aus den inzwischen zusammengewachsenen Dörfern Kierdorf und Roggendorf sowie den Siedlungen Schildgen und Zieselsmaar. Bis Ende der 1950er-Jahre wurde Roggendorf noch mitgenannt; es war jahrhundertelang sogar bedeutender als Kierdorf.

## Geschichte

### Frühgeschichte und Römische Zeit
Bereits in der Latènezeit bestand eine Siedlung zwischen Kierdorf und Köttingen, die nach Untersuchungen des Kölner Archäologen P. A. Tholen durch mehrere Grabhügel belegt ist. Im Bereich des heutigen Kierdorf, zwischen Kierdorf und Roggendorf sowie nördlich von Kierdorf, wurden römische Siedlungen nachgewiesen. Die entdeckten Körpergräber mit Grabbeigaben wie einem Glasbecher, Einhenkelkrügen, Tellern und anderen zum Teil noch unversehrt erhaltenen Keramiken konnten in das 2. und 3. Jh. nach Chr. datiert werden. Auch ein römischer Veteran der Legio I Germanica hatte sich auf dem ihm zugewiesenen Land niedergelassen, dessen Grabstein, eine 80 cm hohe Stele aus Kalkstein, beim Abraum der Braunkohlengrube Vereinigte Ville entdeckt wurde.

### Mittelalter
Als die Franken um 450 das Land endgültig in Besitz nahmen, waren viele römische Siedlungen aufgegeben und große Ackerflächen über Generationen nicht mehr bearbeitet worden. Im Laufe der Zeit hatte sich das Waldgebiet der Ville bis in das vormals besiedelte Gebiet hinein ausgedehnt. Im Auftrag des fränkischen Königs wurden die verwaldeten Flächen gerodet, um sie wieder nutzbar zu machen. Rodetrupps, die nach ihrem Anführer genannt wurden, ließen sich in den von ihnen gerodeten Gebieten nieder. Roggendorf gehört zu den Orten, die auf einer Rodung gegründet wurden.

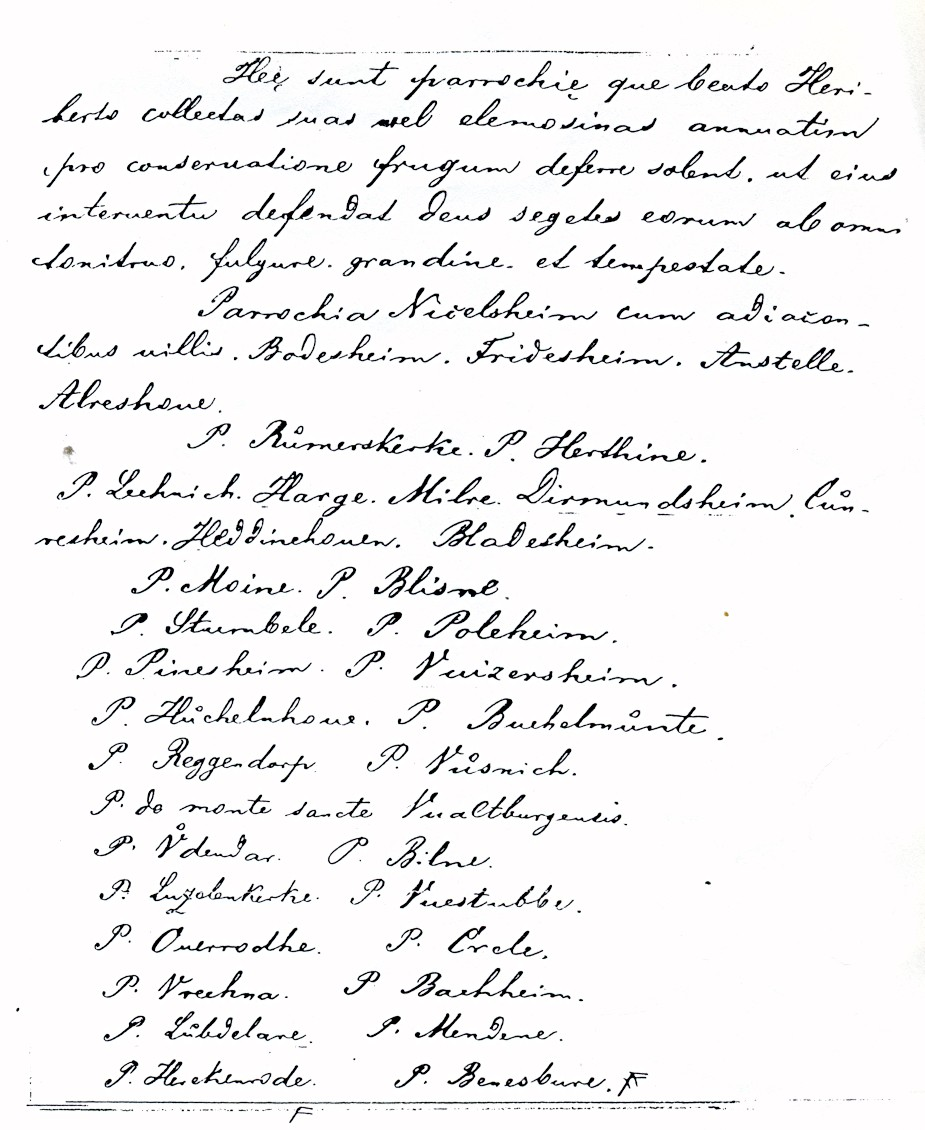
Ausschnitt aus einer Aufzeichnung der Abtei Deutz mit Nennung der Pfarre Roggendorf

Roggendorf wurde erstmals 1113 als „Rouchesdorp“ in einer Urkunde des Bonner Klosters Dietkirchen genannt, in der 12 Personen aus Roggendorf sich das Wachszinsigenrecht beurkunden ließen, das sie wie ihre Väter von der Äbtissin von Dietkirchen erhalten hatten. Für dieses Recht zahlten sie jährlich eine Geldabgabe auf den Altar des heiligen Petrus in der Kirche des Klosters Dietkirchen. Ferner mussten die Inhaber der Hofesgüter beim Neuempfang der Hofesgüter eine Kurmud zahlen, die Männer gaben das beste Stück Vieh, die Frauen ihr bestes Kleid.
An der Heerstraße von Bonn nach Düren und Aachen (heute Friedrich-Ebert-Straße) stand schon vor dem Jahr 1000 an Stelle der heutigen Kirche eine kleine Saalkirche, die Tholen nach einer im Pfarrarchiv aufbewahrten Zeichnung beschreiben konnte. Ihre Maße von 6,50 m × 5 m entsprach dem der frühen alten Landkirchen, die ohne Turm gebaut waren. Im 11. oder 12. Jahrhundert wurde an der Nordseite ein kleines Seitenschiff angefügt. Tholen, der den noch erhaltenen romanischen Turm untersuchte, ging davon aus, dass er um 1150 erbaut wurde. Nach heutigen Untersuchungen entstand er um 1165 und zählt zu den bedeutendsten Baudenkmälern Erftstadts.
Die kleine Siedlung in der Nähe der Kirche wurde Kierdorf (Kirchdorf) genannt. Der Ortsname Kierdorf wurde erstmals 1233 erwähnt. Damals besaß das Kölner Stift St. Severin eine Grundherrschaft in Kierdorf, zu der auch die Zehntrechte gehörten. Bei einer Güterteilung zwischen Propst und Kapitel erhielt der Propst die Vogtei, den Fronhof (curtis sancti Severini) und das Patronatsrecht zu Kierdorf.
Hieß die Pfarre in der um 1155 entstandenen Handschrift der Abtei Deutz Roggendorf (in der Abschrift: Reggendorp), so wurde in einem um 1308 entstandenen Verzeichnis der Kirchen der Erzdiözese Köln und ihrer Einkünfte, dem Liber valoris, die Kirche in Kierdorf als Pfarrkirche genannt.
An der heutigen Ecke Berrenrather Straße / Friedrich-Ebert-Straße lagen im 14. Jahrhundert Höfe, die den Ort Zieselsmaar bildeten. Sie wurden im Laufe der Zeit mit Ausnahme eines kleinen Höfchens an das Stift St. Severin verkauft und die Ländereien dem Hof des Stiftes zugeschlagen. Der Fronhof in Kierdorf, der 1380 zusammen mit dem Hof in Zieselsmaar verpachtet war, wurde nach 1400 nicht mehr genannt.
Die Höfe des Klosters und späteren Stiftes Dietkirchen in Roggendorf waren im 15. Jahrhundert als Lehen an Adelige vergeben.
Die Mühle des Stiftes lag in Brüggen. Mit der Burg Brüggen war die Familie von Turre genannt von der Zieselsmaar belehnt. Wilhelm von der Zieselsmaar, der letzte der Familie, vererbte sie 1486 an die Familie von Zweiffel.

### Neuzeit

#### Verwaltung
Kierdorf und Roggendorf bildeten zusammen mit Brüggen eine Honschaft im kurkölnischen Amt Lechenich und gehörte zum Gerichtsbezirk Lechenich. Die Grenze zu Dirmerzheim bildete der Limerssteg.
Zieselsmaar wurde zu Kierdorf gehörend gezählt, Schildgen, ursprünglich die Bezeichnung für einen Acker, zu Roggendorf. Erst im 17. Jahrhundert bestand auf dem Schildgen zu Roggendorf ein Hof, dessen Besitzer Gastwirt war, der aber auch Landwirtschaft betrieb.
Seit 1700 sind Ortsvorsteher und Gemeindemänner bekannt, die die landesherrlichen Steuern aushoben, Aufsicht bei den Diensten für den Kurfürsten führten wie Instandsetzungsarbeiten an der Bonn-Aachener Heerstraße und weitere kurfürstliche Anweisungen durchführten. Sie waren verpflichtet, dem Amtmann oder dem Amtsverwalter die Gemeinderechnung über Einkünfte und Ausgaben der Honschaft vorzulegen.

#### Lebensverhältnisse

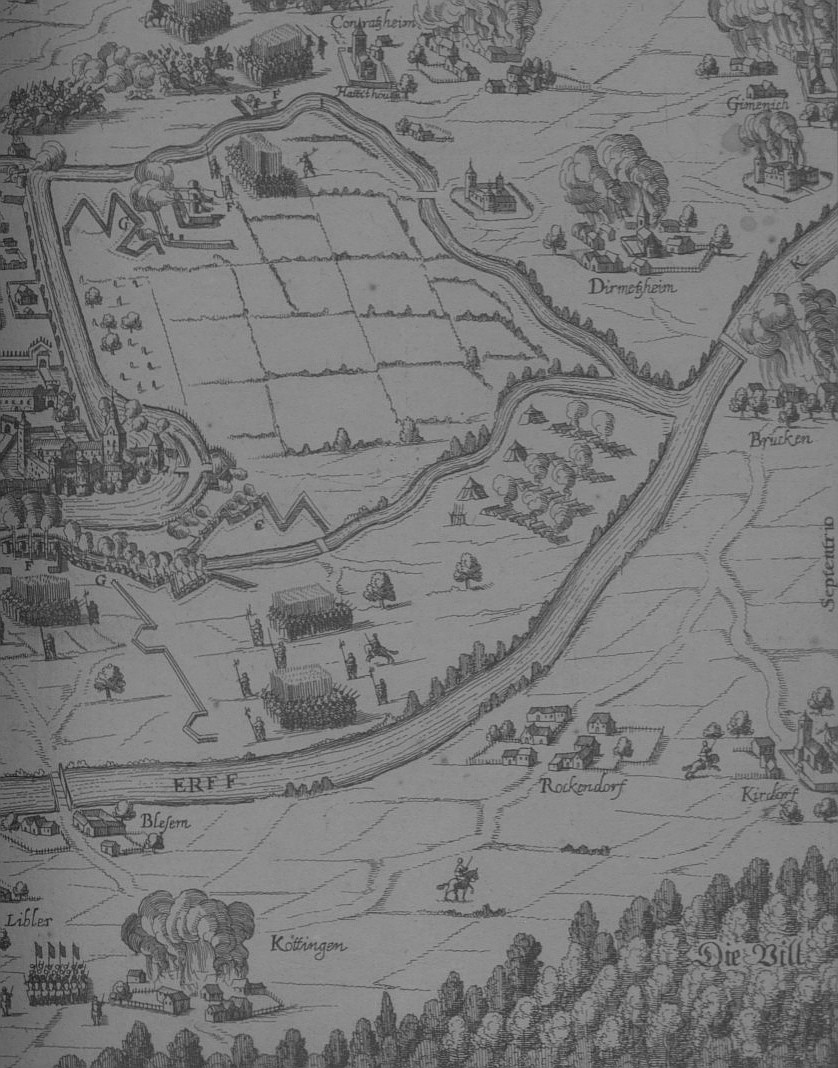
Ausschnitt aus einer Ansicht der belagerten Stadt Lechenich und der Umgebung

Die Einwohner von Kierdorf und Roggendorf lebten wie die Einwohner der übrigen Orte der heutigen Stadt Erftstadt von der Landwirtschaft. Fast alle waren Kleinbauern mit nur wenigen Morgen Land und ein wenig Vieh. Bis ins 15. Jahrhundert wurde in Kierdorf auch Wein angebaut, woran die Straßenbezeichnung „Im Weingarten“ erinnert.
Die Einwohner waren stark belastet durch viele Abgaben. Sie zahlten den großen Zehnt an das Stift St. Severin in Köln, mussten Grundpacht und Rauchhühner an die kurfürstliche Kellnerei in Lechenich liefern und landesherrliche Steuern zahlen. Hagelschlag und Misswachs vernichteten häufig große Teile der Ernte. Die Erft verursachte riesige Überschwemmungen, bei der die Benden tagelang unter Wasser standen.
Im Jahre 1661 hatte die Honschaft 84 Häuser, ferner ein Pfarrhaus in Kierdorf, das adelige Haus sowie ein Vikariehaus und die Mühle in Brüggen. Der größte Ort war Brüggen mit etwa 43 Häusern. Kierdorf hatte etwa 18 Häuser, Roggendorf etwa 23 Häuser.
Im sogenannten Hessenkrieg wurde 1642 bei der Belagerung Lechenichs Roggendorf beim Abzug der Belagerer in Brand gesteckt.
Die Orte der Honschaft waren wie alle Orte der heutigen Stadt Erftstadt im 17. und 18. Jahrhundert durch zahlreiche Truppendurchmärsche, Einquartierungen, Plünderungen, Serviceleistungen, Fouragelieferungen und Kontributionen stark belastet.
Die Einwohner hatten das Recht, in der Ville Brandholz zu sammeln, doch nur für den Eigenbedarf. Förster und Buschhüter wachten darüber, dass niemand gegen die Ordnung verstieß. Holzdiebstähle wurden gemeldet und bestraft. Vom ursprünglich gemeinsamen Besitz, der Almende wurde der Gemeindebroich teils als Viehweide, teils zum Holzabbau, spätestens seit dem 18. Jahrhundert zum Turffabbau genutzt, um Klütten als Heizmaterial zu gewinnen und für den Verkauf zu produzieren. 1773 erließ der Kölner Kurfürst Maximilian Friedrich eine neue Buschordnung für den Kierdorfer Broich, in der u. a. die Einwohner verpflichtet wurden, ausgebeutete Kaulen wieder mit Erde aufzufüllen.
Broichanteile, sogenannte Broichrechte, gelangten seit dem 16. Jahrhundert durch Verkauf in den Besitz von Adel und Geistlichkeit. Die meisten Broichanteile erwarben die Herren Wolff Metternich zur Gracht, denen Ende des 18. Jahrhunderts große Teile des Kierdorfer Broiches gehörten.

#### Kirche, Pfarre und Schule
Im Jahre 1517 verzichtete das Kapitel von St. Severin auf die Patronatsrechte. Die Kirche wurde dem Kloster Bottenbroich inkorporiert, doch die Zehnteinkünfte erhielt weiter das Kapitel von St. Severin.
Im Jahre 1776 übernahm das Kloster Marienstatt das Priorat Bottenbroich und damit die Besetzung der Pfarrstelle in Kierdorf.
Kirche und Schule waren eng verbunden. Ein Küsterlehrer unterrichtete die Kinder in einem Schulhaus, das seit 1730 häufig repariert und dessen Strohdach neu gedeckt wurde.

### Französische Zeit
Bei der im Auftrag der französischen Regierung erfolgten Schaffung neuer Verwaltungsbezirke im Jahr 1798 und der Neuorganisation der Verwaltung nach französischem Vorbild unter Napoleon im Jahr 1800 wurde die alte Honschaft aufgelöst und der Ort Brüggen ausgegliedert. Kierdorf, Roggendorf sowie Schildgen und Zieselsmaar bildeten die Gemeinde Kierdorf und zusammen mit den Gemeinden Liblar und Bliesheim die Mairie Liblar im Kanton Lechenich.
Nach den im Jahr 1801 aufgezeichneten Einwohnerlisten hatte die Gemeinde Kierdorf insgesamt ungefähr 290 Einwohner, davon waren 63 Kinder. Kierdorf und Roggendorf hatten jeweils etwa 30 Haushalte, davon waren in Kierdorf 27 Familienvorstände, die als Arbeiter (ouvrier) bezeichnet wurden, in Roggendorf waren es 23. Es waren Tagelöhnerfamilien, die, um ihren Lebensunterhalt zu verbessern, in den Turffgruben arbeiteten und Klütten herstellten.
Durch die Säkularisation im Jahr 1802 wurden Klöster und Stifte aufgehoben, ihre Besitzungen verstaatlicht und in den folgenden Jahren verkauft. In der Gemeinde Kierdorf waren das die Besitzungen von St. Severin sowie die anderer geistlicher Institutionen.

### Preußische Zeit
Die Gemeinde Kierdorf gehörte in preußischer Zeit zur Bürgermeisterei und seit 1927 zum Amt Liblar. Die beiden großen Orte blieben Kierdorf und Roggendorf.
Zieselsmaar bestand aus einigen, überwiegend zu Beginn des 20. Jahrhunderts erbauten Häusern. Sie lagen an der von der heutigen Friedrich-Ebert-Straße abzweigenden Berrenrather Straße. In Schildgen gab es neben einer Gastwirtschaft nur wenige Häuser.

#### Industrialisierung
Ab Mitte des 19. Jahrhunderts begann die konzessionierte Ausbeutung der Braunkohle in Zieselsmaar. Die Kohle wurde in den folgenden Jahrzehnten weiter von Hand abgebaut und verarbeitet. Die erste Brikettfabrik „Carl Brendgen, Braunkohlen-, Briket-& Thonwerke in Zieselsmaar“, die mit technisch modernen Brikettpressen arbeitete, wurde von Carl Brendgen, der die Ausbeutungsrechte an mehreren Gruben gekauft hatte, gebaut und 1891 eröffnet. Mit Pferdefuhrwerken wurden die Brikett zum Verladen zum Bahnhof Liblar gebracht. Die Transportprobleme lösten sich nach dem Bau Mödrath-Liblar-Brühler Eisenbahn (1899/1901) mit einem Gleisanschluss in Zieselsmaar, die den Transport der Briketts bis nach Wesseling zum Verladehafen ermöglichte.
Brendgen erwarb 1897 die Ausbeutungsrechte am Braunkohlefeld „Concordia“ vom Grafen Wolff Metternich zu Liblar. In einem Vertrag über die Verpachtung der Konzession an Carl Brendgen durch Ferdinand Reichsgraf Wolf Metternich vom 6. November 1897 und einem ergänzenden Vertrag vom 11. April 1902 wurden die Bedingungen festgelegt. Im Jahr 1911 baute Brendgen eine weitere Fabrik in Zieselsmaar, die an die alte Fabrik anschloss. Der Fabrikkomplex wurde als „Concordia Nord“ bezeichnet zur Unterscheidung von „Concordia Süd“ in Liblar.
Die Mehrzahl der Einwohner der Gemeinde Kierdorf arbeitete in den Braunkohlegruben und in der Brikettfabrik, die ihnen eine Arbeitsstelle und ein geregeltes Einkommen sicherte.
Die Fassade vieler Gebäude in Kierdorf, die Ende des 19. und Anfang des 20. Jahrhunderts erbaut oder restauriert worden sind, besteht aus einem von der Firma Brendgen hergestellten Klinker, dem „Brendgen-Klinker“. Einige von ihnen stehen unter Denkmalschutz wie ein ehemaliger Kolonialwarenladen, das ehemalige St. Josefskloster und die um 1900 erbaute Villa des Fabrikbesitzers Carl Brendgen, die „Villa Louise“ genannt wurde. Heute befindet sich dort die Büros des Ritterbach Verlages. Der an die Villa anschließende als Arboretum angelegte Park besteht heute noch.

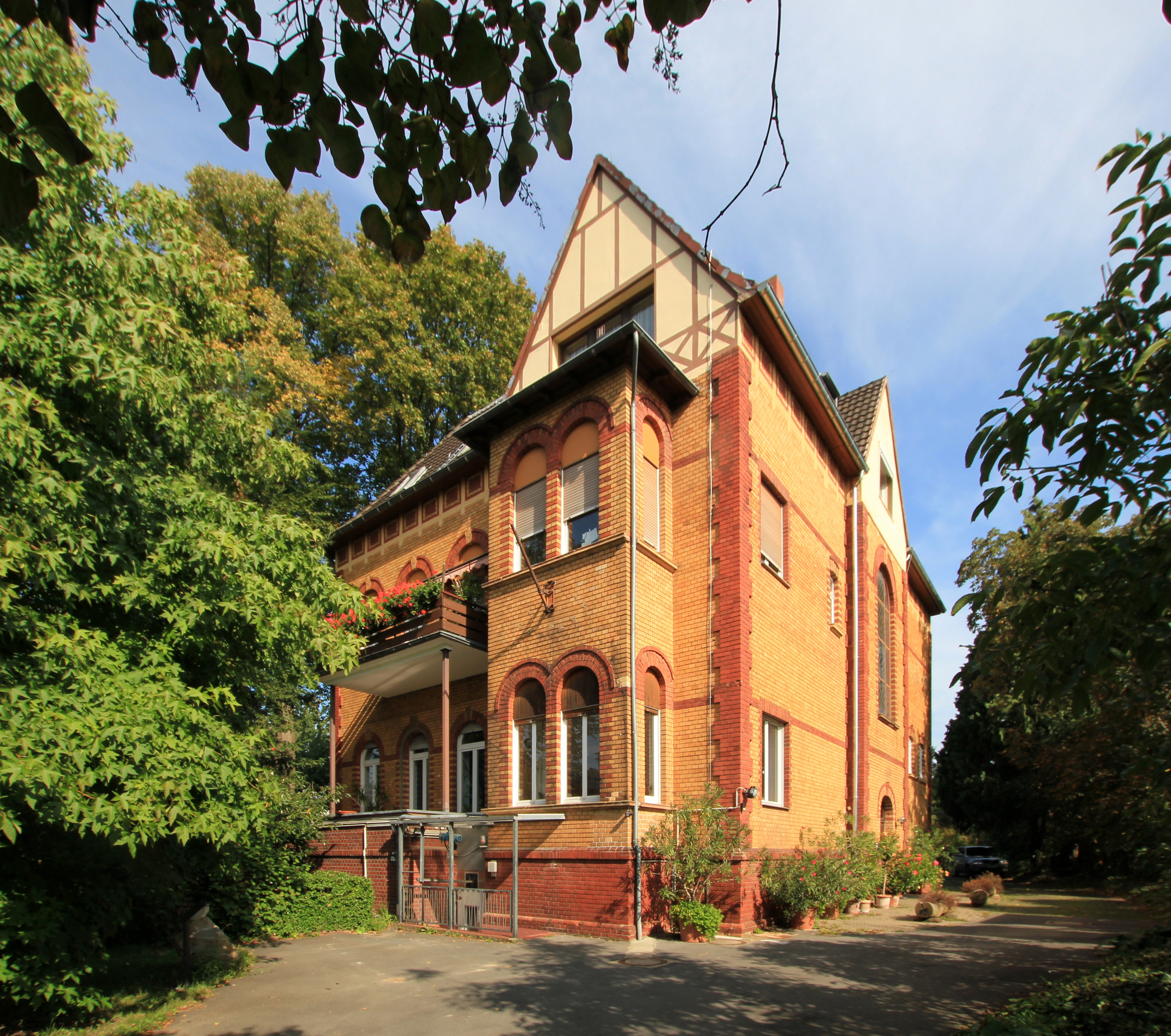
Ehemalige „Villa Louise“
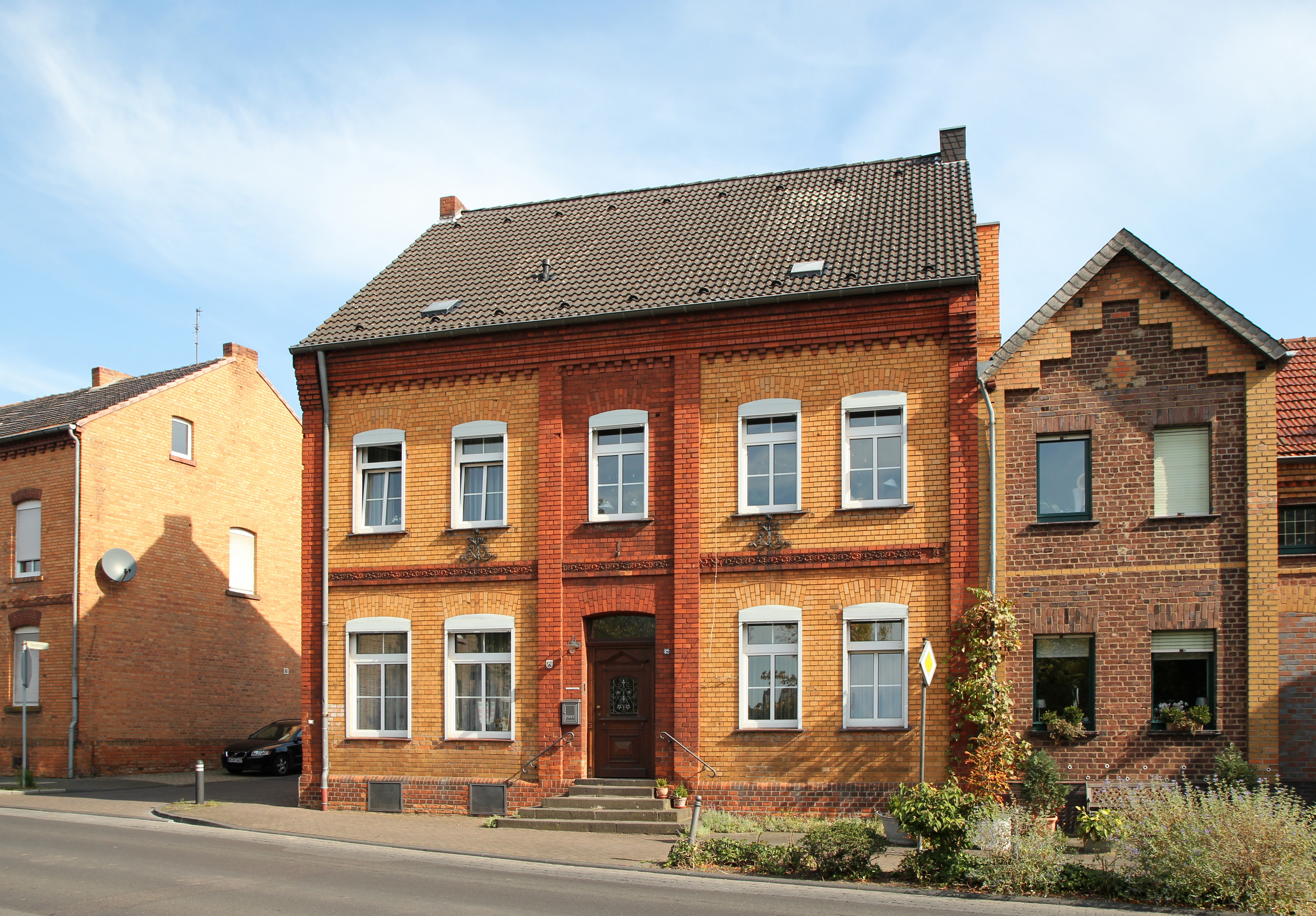
Ehemaliges Geschäftshaus (um 1909)
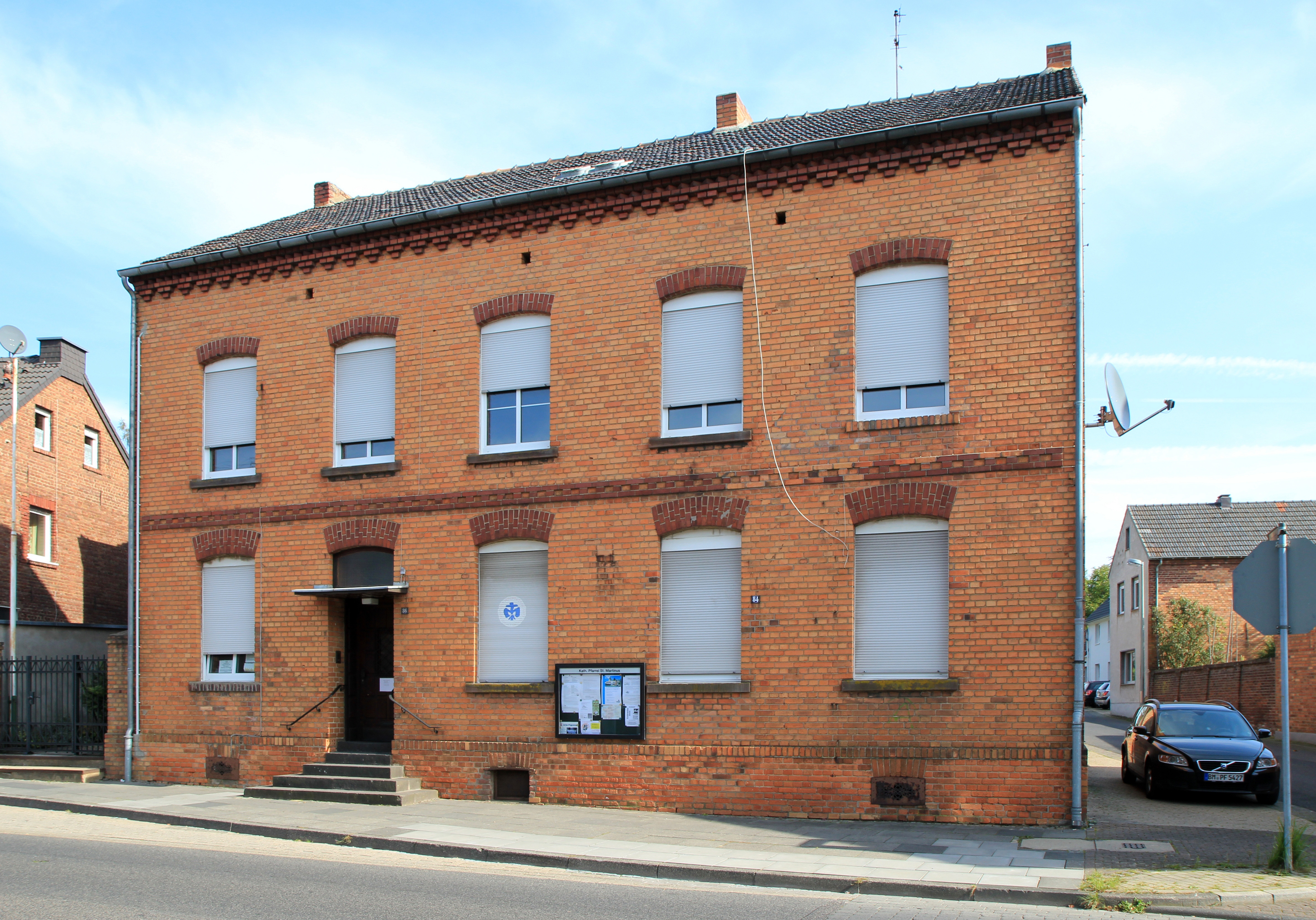
Ehemaliges St. Josefskloster 1919–1980

#### Verbesserte Infrastruktur
Durch die Braunkohleindustrie waren die Einnahmen der Gemeinde gestiegen. Der Ausbau der Durchgangsstraße, der Heerstraße, förderte den Handel, vor allem mit Brikett, Getreide, Kartoffeln. Doch wurden auch viele Produkte zu Fuß nach Köln zum Markt gebracht.
Ein bedeutender Fortschritt, der auch die hygienischen Verhältnisse verbesserte, war eine Wasserleitung, die die Gemeinde 1908 erhielt. Bis dahin hatten die Einwohner Wasser aus dem Kocherbach, aus Privatbrunnen oder seit 1858 aus einem öffentlichen Brunnen am Friedhof geholt. 1911 wurden elektrische Leitungen verlegt, 1913 erhielten die Haushalte Anschluss an das Stromnetz.

#### Neubau der Kirche

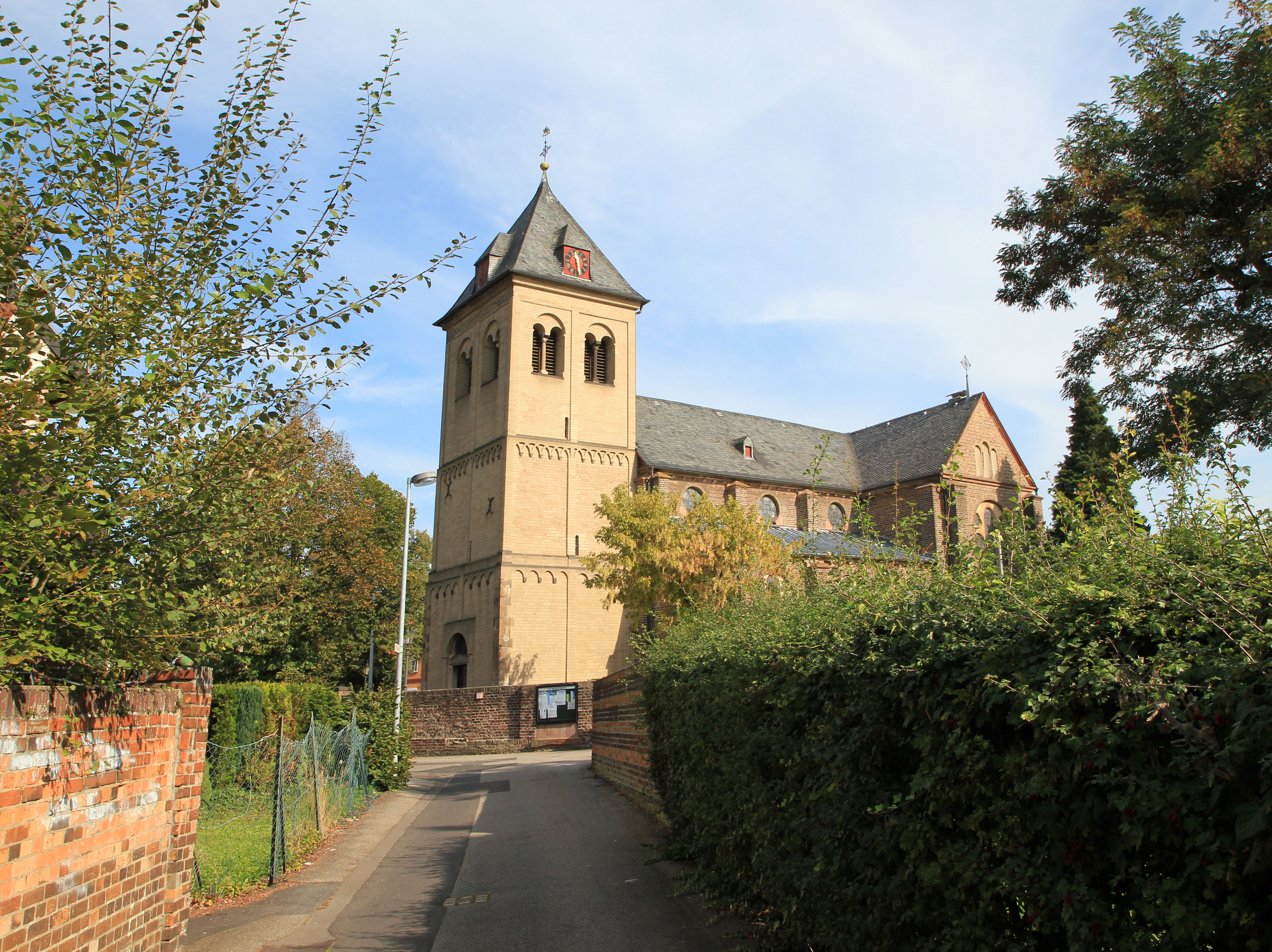
Pfarrkirche St. Martinus

Der Pfarrbezirk, der mit der Honschaft Brüggen, Kierdorf, Roggendorf übereinstimmte, bestand weiter. Erst 1911 wurde Brüggen eine Kapellengemeinde und 1923 eine eigene Pfarre.
Die alte Kirche St. Martinus hatte in den vergangenen Jahrhunderten mehrere Erweiterungen und Anbauten erfahren, doch war es wegen der ständig wachsenden Zahl der Einwohner notwendig geworden, eine größere Kirche zu bauen, außerdem war die Kirche so baufällig, dass eine Reparatur nicht als lohnend erschien. Im Jahr 1873 wurde der Architekt August Lange mit dem Bau der neuen Kirche beauftragt. Sie sollte im neuromanischen Stil errichtet werden, um sie den alten romanischen Kirchturm anzupassen.
Zwischen 1874 und 1875 wurde nach Plänen des beauftragten Architekten eine Kirche in neuromanischen Stil als dreischiffige Basilika errichtet.
Der dreigeschossige Turm mit Tuffverblendung und einer Gliederung durch Lisenen und Friese entstand um 1165.
Der Innenraum der Kirche besteht dem Stil einer Basilika entsprechend aus einem Mittelschiff und zwei Seitenschiffen. Der Chor schließt sich an das dem Langhaus vorgelagerten Querschiff an. Die Mensa des Hauptaltares wurde vom Kölner Bildhauer Custodis und der Aufsatz von dem Heinsberger Bildhauer Heinrich Koulen angefertigt. Die Chorfenster und fünf Seitenfenster lieferte die Firma Oidtmann aus Linnich.
Die Orgel aus dem Jahr 1880 stammt aus der Werkstatt des Kuchenheimer Orgelbauers Franz Joseph Schorn. Sie wurde 1983 restauriert.
Von den Ausstattungsstücken ist das wertvollste eine aus der Zeit um 1480 in einer Kölner Werkstatt entstandene „Madonna mit Kind“.

#### Schulische Verhältnisse
In preußischer Zeit unterrichtete wie schon unter französischer Verwaltung und in kurfürstlicher Zeit ein Küsterlehrer, der von einem Vikar unterstützt wurde. Von den 181 schulpflichtigen Kindern erschienen nur wenige regelmäßig zum Unterricht, die übrigen mussten den Eltern auf dem Felde helfen oder in den Braunkohlegruben arbeiten. Nach Einführung der allgemeinen Schulpflicht im Jahre 1825 erteilte ein ausgebildeter Lehrer, der gleichzeitig Küsterdienste versah, den Unterricht, doch es fehlte geeigneter Schulraum. Im Jahr 1828 wurde ein zweigeschossiges Wohnhaus von der Gemeinde erworben und zu Schulsälen umgebaut. Ein geregelter Schulbetrieb begann erst 1830, nachdem das Einkommen des Lehrers von der Gemeinde übernommen wurde. 1844 waren 365 schulpflichtige Kinder in zwei Klassen zu unterrichten, davon 200 aus Brüggen. Der Ort Brüggen, der seit 1865 auf eine eigene Schule gedrängt hatte, schied 1871 aus dem Schulbezirk aus. Für die Gemeinde Kierdorf wurden in den Jahren 1877 und 1909 neue Schulgebäude am Martinusplatz errichtet.

### Weimarer Zeit und Nationalsozialismus
Die Hiltruper Missionsschwestern vom heiligsten Herzen Jesu richteten 1918 in Kierdorf ein Kloster ein. Sie übernahmen 1920 die Leitung eines Kindergartens und einer Nähschule, ambulante Krankenpflege und verschiedene Aufgaben in der Kirche.
Viele Kierdorfer und Roggendorfer Familien waren von der Arbeitslosigkeit infolge der Weltwirtschaftskrise betroffen. Infolge des Absatzmangels wurden in den Braunkohlefabriken Feierschichten eingeführt und die Arbeitslöhne gekürzt. Die meisten Arbeiter versuchten durch wechselnde Jobs und mit einer geringen Unterstützung durch die Gemeinde ihre Familie finanziell durchzubringen. Wer Glück hatte, fand Arbeit in der Landwirtschaft oder als Waldarbeiter. Fast alle Arbeiter betrieben auch Kleinstlandwirtschaft. Mit Erträgen aus dem eigenen Garten und durch Kleintierhaltung (eine Ziege, Hühner, Kaninchen, manche ein Schwein) konnten die Familien notdürftig versorgt werden. In der Wirtschaftskrise hofften manche Erwerbslose, die nicht Anhänger der SPD oder der KPD waren, auf die von Hitler angekündigten Arbeitsplätze. Der Stimmenanteil der NSDAP stieg kontinuierlich von 7,6 % bei den Wahlen im Jahre 1930 auf 17,5 % im März 1933. Zentrum und SPD erhielten im März 1933 jeweils 35 %.
Nach wenigen Jahren wuchs die Zustimmung zum Hitler-Regime. Alle hatten wieder Arbeit und es kehrte sogar ein kleiner Wohlstand ein.
1939 wurde in Roggendorf ein Freibad eröffnet. Es war eines der ersten Freibäder im damaligen Kreise Euskirchen.
Im Zweiten Weltkrieg waren in Kierdorf die Zerstörungen durch Luftangriffe gering. Vor dem Einmarsch der amerikanischen Truppen lag Kierdorf unter Artilleriebeschuss, der jedoch keine größeren Schäden verursachte.

### Nach dem Zweiten Weltkrieg
Auch nach dem Zweiten Weltkrieg gehörte die Gemeinde Kierdorf zum Amte Liblar.
Die Lebensmittelknappheit durch die Zwangsbewirtschaftung nach dem Ende des Zweiten Weltkrieges traf die Kierdorfer weniger hart als die Großstädter, da sie sich durch Gartenbau und Arbeit in der Landwirtschaft mit dem Lebensnotwendigen versorgen konnten. Da die Fabrikarbeiter Deputatkohle erhielten, die sich sehr gut zu Tauschgeschäften, zum „Maggeln“ eignete, war die Kohleknappheit kaum spürbar. Nur wenige Familien, vor allem die Heimatvertriebenen, litten unter der Lebensmittelknappheit und der fehlenden Kleidung.

#### Ende der Braunkohlefabriken
Nach dem Tode Brendgens (1916) waren bis zur Schließung die Braunkohlefabriken in unterschiedlichen rechtlichen Zusammenschlüssen verwaltet worden. Schon seit 1931, als die Kohlenfelder in Zieselsmaar erschöpft waren, wurde die Fabrik von Concordia Liblar beliefert, seit 1933, als auch dort die Kohlenfelder erschöpft waren, kam die Kohle bis 1958 aus dem Kohlefeld Türnich. Nachdem die Förderkapazität der Braunkohle vollständig ausgeschöpft war, schloss die Brikettfabrik „Concordia“ in Zieselsmaar 1958 ihre Tore.

#### Ortsbezeichnung Kierdorf
Bis zum Ende des Zweiten Weltkrieges war die Struktur der Orte unverändert. Kierdorf lag an der Heerstraße, südwestlich von Kierdorf lag Roggendorf an der Hauptstraße (heute Wiesenstraße). Roggendorf war der größere und auch wohlhabende Ort mit Geschäften und Handwerksbetrieben. In den folgenden Jahren wurde das Ackerland zwischen Kierdorf und Roggendorf bebaut, so dass beide Dörfer zu einem wurden. Die ehemalige Gemeindebezeichnung Kierdorf wurde 1954 durch einen Beschluss des Gemeinderates zur Ortsbezeichnung Kierdorf.
Am 1. Juli 1969 wurde Kierdorf ein Stadtteil der neugebildeten Stadt Erftstadt im Rhein-Erft-Kreis.

### Die Bürgermeister von Kierdorf
| von  | bis  | Name                    |
| ---- | ---- | ----------------------- |
| 1846 | 1849 | Jakob Krug              |
| 1849 | 1850 | Anton Kerp              |
| 1850 | 1870 | Anton Feuser            |
| 1870 | 1900 | Wilhelm Heinen          |
| 1900 | 1916 | Carl Brendgen           |
| 1916 | 1919 | Eduard Brendgen         |
| 1919 | 1927 | Heinrich Fuß            |
| 1927 | 1933 | Hubert Reifferscheidt   |
| 1933 | 1934 | Wilhelm Heinen          |
| 1934 | 1945 | Mathias Valerius        |
| 1945 |      | Wilhelm Arenz           |
| 1946 | 1947 | Wilhelm Möltgen         |
| 1947 | 1948 | Josef Grell (1892–1962) |
| 1948 | 1956 | Johann Emunds           |
| 1956 | 1962 | Josef Grell             |
| 1962 | 1969 | Johann Arenz            |

## Heutiger Ort

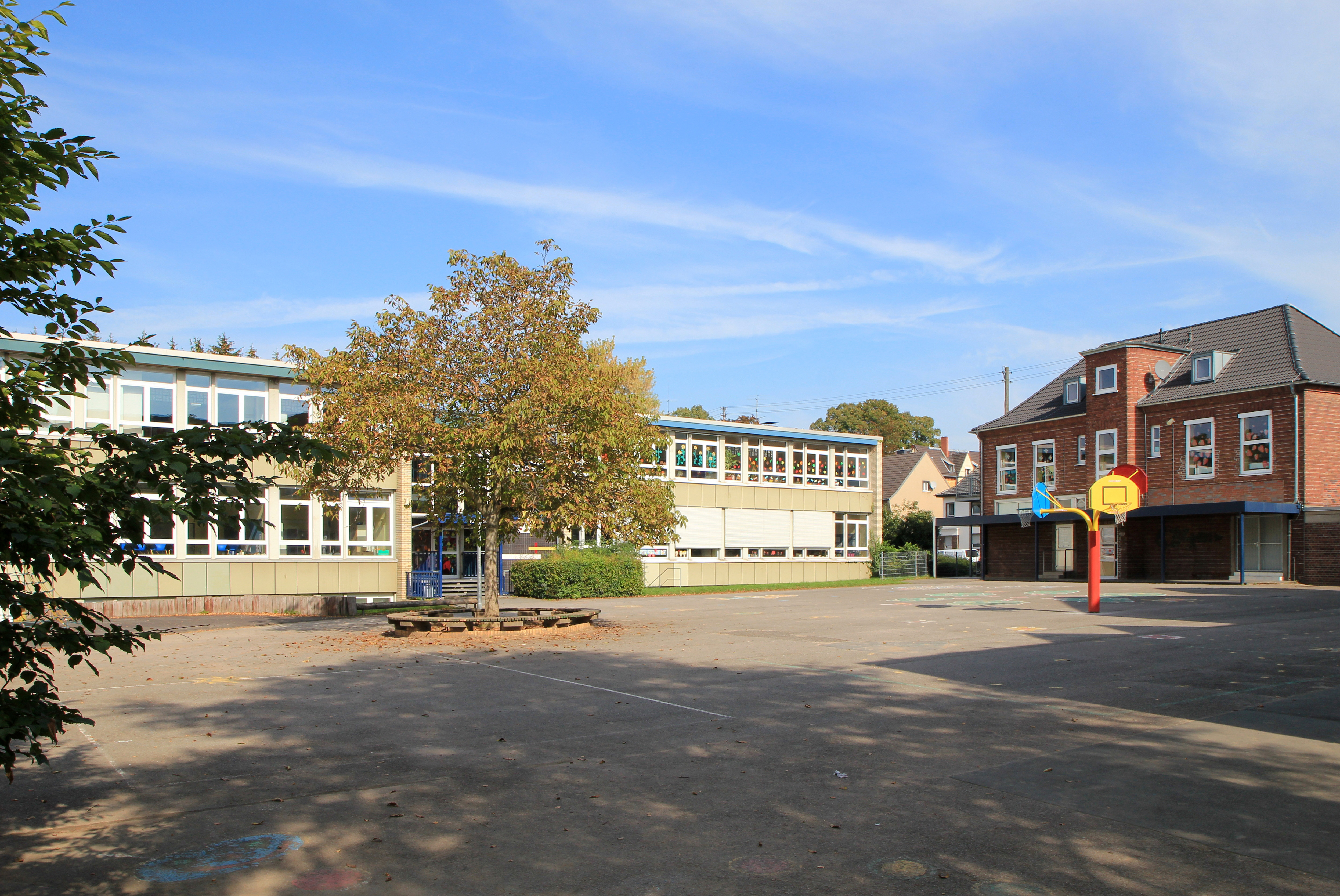
Grundschule Kierdorf

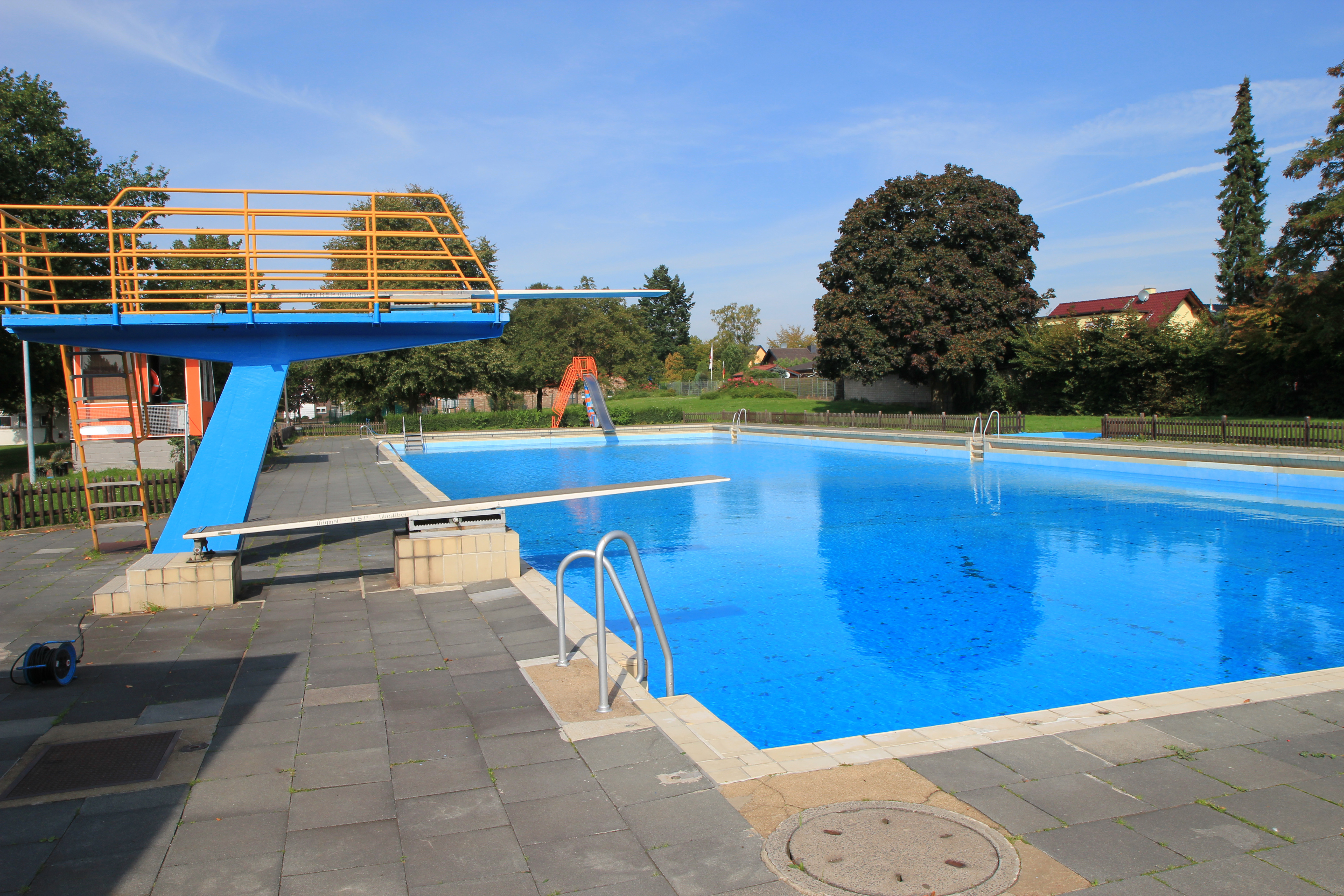
Freibadanlage

Die Orte der ehemaligen Gemeinde Kierdorf sind heute zu der Einheit Kierdorf zusammengewachsen. Die Grenzen zwischen den Ortsteilen Kierdorf und Roggendorf sind verschwunden. Die früheren Geschäfte in Roggendorf bestehen heute nicht mehr. An Roggendorf erinnert noch der Name der Gastwirtschaft „Haus Roggendorf“. An den ehemaligen kleinen Ortsteil Schildgen erinnert die Straßenbezeichnung Schildgenweg. Die heutige Gastwirtschaft Zingsheim, ehemals Rausch, steht in der Nachfolge der im 17. Jahrhundert genannten Gastwirtschaft auf dem Schildgen. In Zieselsmaar, dessen Häuser fast alle wegen des Braunkohletagebaus abgerissen worden waren, entstand seit 2003 ein Neubaugebiet. RWE Power verkaufte in Zieselsmaar etwa 25 Baugrundstücke an Interessenten, die inzwischen alle bebaut wurden.
Zentrum des Ortes ist der Martinusplatz mit der Kirche und dem romanischen Kirchturm. In den Jahren 1978–1980 sind umfangreiche Restaurierungen vorgenommen worden. Beim Einbau einer Heizung wurden damals Fundamente der alten 1874 abgebrochenen Kirche entdeckt. Die Orgel wurde 1981–1983 von der Firma Josef Weimbs restauriert, die Statue „Maria mit Kind“ von 2000 bis 2001 restauriert und konserviert. In der Vorhalle wurde 1959 eine Kriegergedächtnisstätte in Form eines keramischen Mosaiks eingerichtet, ein Werk Jakob Riffelers. Vom alten Kirchhof um die Kirche sind noch einige Grabsteine und an der Kirchhofsmauer noch fünf Fußfallstationen erhalten.
Im ehemaligen Pfarrhaus wurde 2011 ein katholischer Kindergarten eingerichtet. Der Ort verfügt ferner über eine städtische Kindertagesstätte.
Auch die Grundschule liegt am Martinusplatz. Nach der Schulreform von 1968 blieb Kierdorf die Grundschule erhalten, in der seit 1978 auch die Köttinger Grundschüler unterrichtet werden. Neue Schulgebäude entstanden in mehreren Bauabschnitten bis 1995. Die alten Schulgebäude, sowohl der Schulbau von 1959 als auch die früheren Gebäude werden noch zum größten Teil als Klassenräume genutzt.
In dem Gebäude der ehemaligen öffentlichen Badeanstalt, die von 1934 bis 1967 bestand, befindet sich die Begegnungsstätte der Arbeiterwohlfahrt. Auch das St. Josef-Kloster besteht nicht mehr. Bis zur Schließung im Jahr 1982 waren noch einige Nonnen in Kierdorf tätig. Alle Vereine haben sich zu einer Dorfgemeinschaft zusammengeschlossen und bemühen sich mit ihren Veranstaltungen, die Einheit zu erhalten. Der „Geschichtskreis Kierdorf“ hat sich zum Ziel gesetzt, die Geschichte des Ortes aufzuarbeiten und mehrere kleine Bände zur Geschichte Kierdorfs herausgegeben.
Zum Ortsbild gehört das Freibad. Als die Stadt Erftstadt das Bad aus Kostengründen schließen wollte, schlossen sich engagierte Bürger zu einer Freibadinitiative zusammen, die das Freibad renovierte und seit dem Sommer 2010 selbst betreibt.
Durch die Braunkohleindustrie hatte die Gemeinde Kierdorf einen starken Zuwachs zu verzeichnen. Hatte die Gemeinde 1876 insgesamt 468 Einwohner, so waren es im Jahre 1910 insgesamt 729 Einwohner, im Jahre 1939 vor Beginn des Zweiten Weltkrieges 1188. Durch die Heimatvertriebenen und andere Bauwillige wuchs die Bevölkerung stetig. Kierdorf hat rund 3200 Einwohner. Ortsbürgermeister in der Ratsperiode 2020–2025 ist Knut Walther.

## Struktur
Größter Arbeitgeber für Kierdorf sind die May-Werke (Milch und Getränke) in Köttingen, doch arbeiten auch viele Kierdorfer in Dienstleistungsbetrieben in der Umgebung Kölns oder in Köln.

## Sehenswürdigkeiten

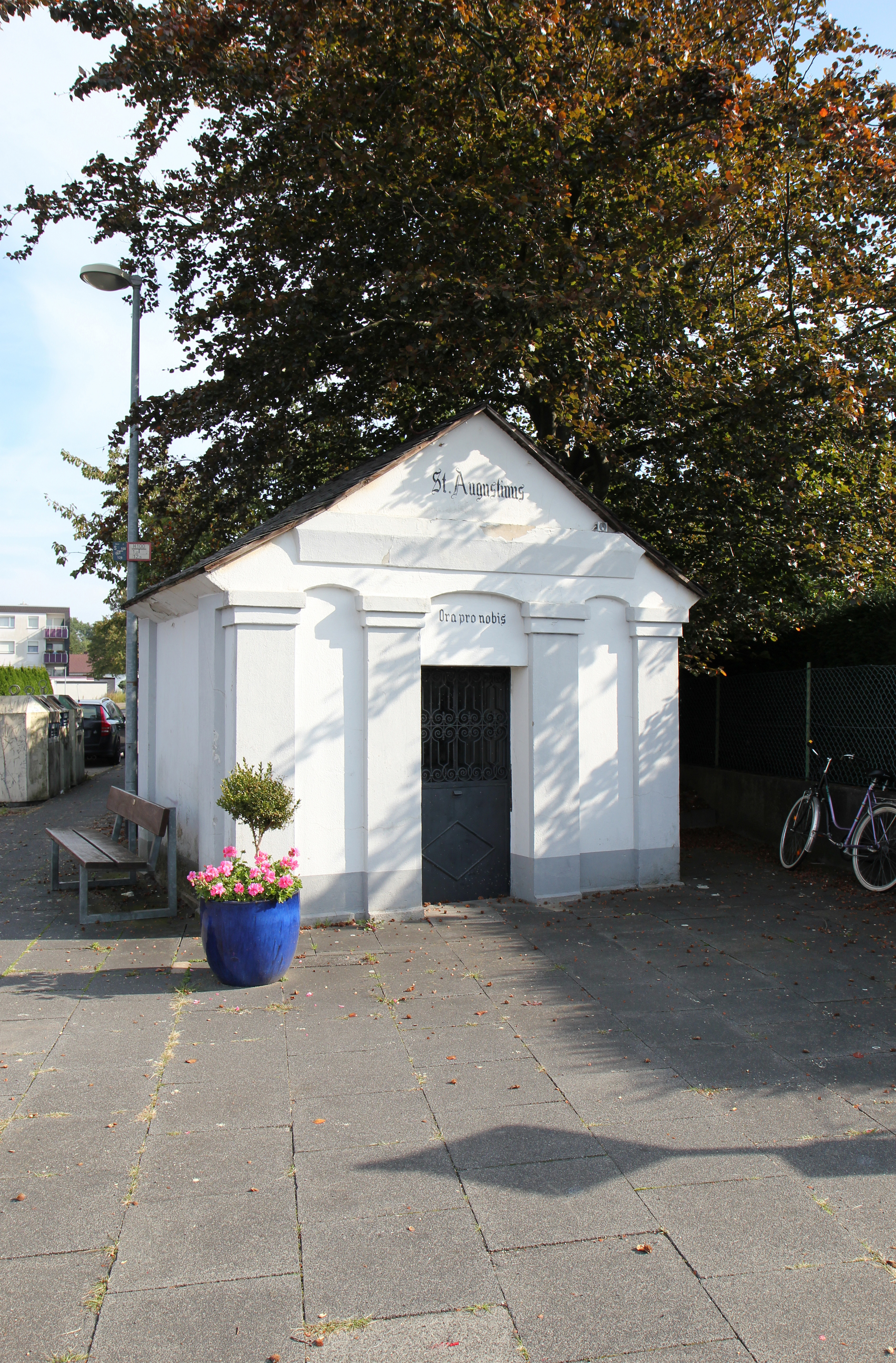
Wegekapelle am Ortseingang

Kierdorf hat einige sehenswerte Gebäude, die unter Denkmalschutz stehen.
Dazu gehören die Kirche St. Martinus mit ihrem romanischen Kirchturm, die Villa Louise und weitere Häuser mit Brendgenklinker. Aber auch der ehemalige Kirchhof um die Kirche mit Grabkreuzen und Fußfallstationen sind beachtenswert.

## Naherholung
Rad- und Wanderwege führen entlang der Erft und durch die Ville. Der östlich des Ortes gelegene Concordiasee gehört wie der nahe gelegene Köttinger See zu den Villeseen im Naturpark Rheinland. Nördlich liegt der Badesee Zieselsmaar im rekultivierten Rheinischen Braunkohlerevier.

## Verkehr
Die durch Kierdorf verlaufende Friedrich-Ebert-Straße, die frühere Heerstraße, verbindet Kierdorf mit Köttingen und Brüggen. Über sie fahren die VRS-Buslinien 955, 974 und 977 der REVG, die Kierdorf mit Liblar, Lechenich, Kerpen und Frechen verbinden.
| Linie | Verlauf |
| ----- | --- |
| 955   | Horrem Bf – Türnich – Balkhausen – Brüggen – Kierdorf – Köttingen – Liblar – Erftstadt Bf – Bliesheim – Lechenich |
| 974   | Stadtverkehr Erftstadt                                                                                            |
| 977   | Erftstadt Bf – Liblar – Frauenthal – Köttingen – Kierdorf – Brüggen – Balkhausen – Türnich – Frechen Rathaus      |

Die nächsten Autobahnanschlussstellen sind Erftstadt-Gymnich auf der A 61 und die Auffahrt Hürth-Knapsack für die A 1, die jedoch näher an Kierdorf liegt.